# Друзі Дороті

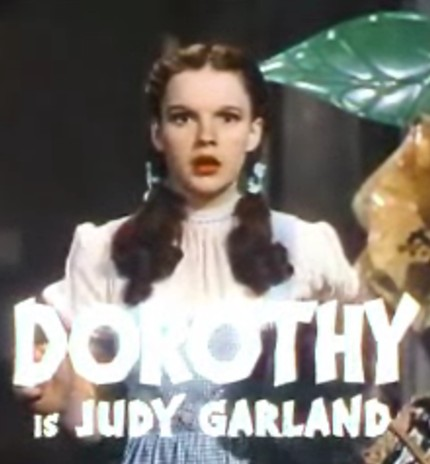
Джуді Гарленд у своїй ролі Дороті у Чарівник з країни Оз є одним з двох ймовірних варіантів походження для фрази «друг Дороті» з посиланням на геїв або ЛГБТ-людей.

У гей-сленгу, «друг Дороті» (іноді скорочено ДД) це термін для гей-чоловіка. Фраза походить принаймні до Другої світової війни, коли гомосексуальність і дії суміжного характеру були незаконними в США. Заяви, що, або з прохання, якщо, хтось був «другом Дороті» був евфемізмом, що використовувався для обговорення сексуальної орієнтації без людей не в темі, які не знають це значення. Аналогічний термін «друг місіс Кінг» (тобто королеви) був використаний в Англії, в основному в першій половині 20-го століття.

## Походження
Точне походження терміна невідомо й існують різні теорії. Найчастіше, йдеться, про те, що «друг Дороті» відноситься до фільму Чарівник з країни Оз, тому що Джуді Гарленд, яка зіграла головну роль основного героя Дороті, є гей-іконою. У фільмі, Дороті нормально приймає тих, хто відрізняється. Наприклад «ніжного лева», що живе у брехні, «я боюсь, що не матиму повчання, я просто денді-лев.» Інші стверджують, що фраза відноситься до знаменитої гумористки і критика Дороті Паркер, яка включала деяких геїв в своє знамените коло спілкування.
Цитата ймовірно походить від книги Френка Браума Дорога до країни Оз:
|  | "У вас є деякі дивні друзі, Дороті" — сказала вона. "Дивина не має значення, поки вони друзі", — була відповідь. Оригінальний текст (англ.) "You have some queer friends, Dorothy", and she replies, "The queerness doesn't matter, so long as they're friends. |

## Нерозуміння
На початку 1980-х, Naval Investigative Service розслідувала «гомосексуальність» в Чикаго і штаті. Агенти виявили, що чоловіки-геї іноді називали себе «друзями Дороті.» Не знаючи про історичне значення цього терміна, NIS вважало, що там насправді була якась реальна жінка на ім'я Дороті в центрі масивного кільця гомосексуальних військовослужбовців, так вони почали величезне і марне полювання на невловиму «Дороті», в надії знайти її і переконати її розкрити імена геїв військовослужбовців.

## Поточне використання

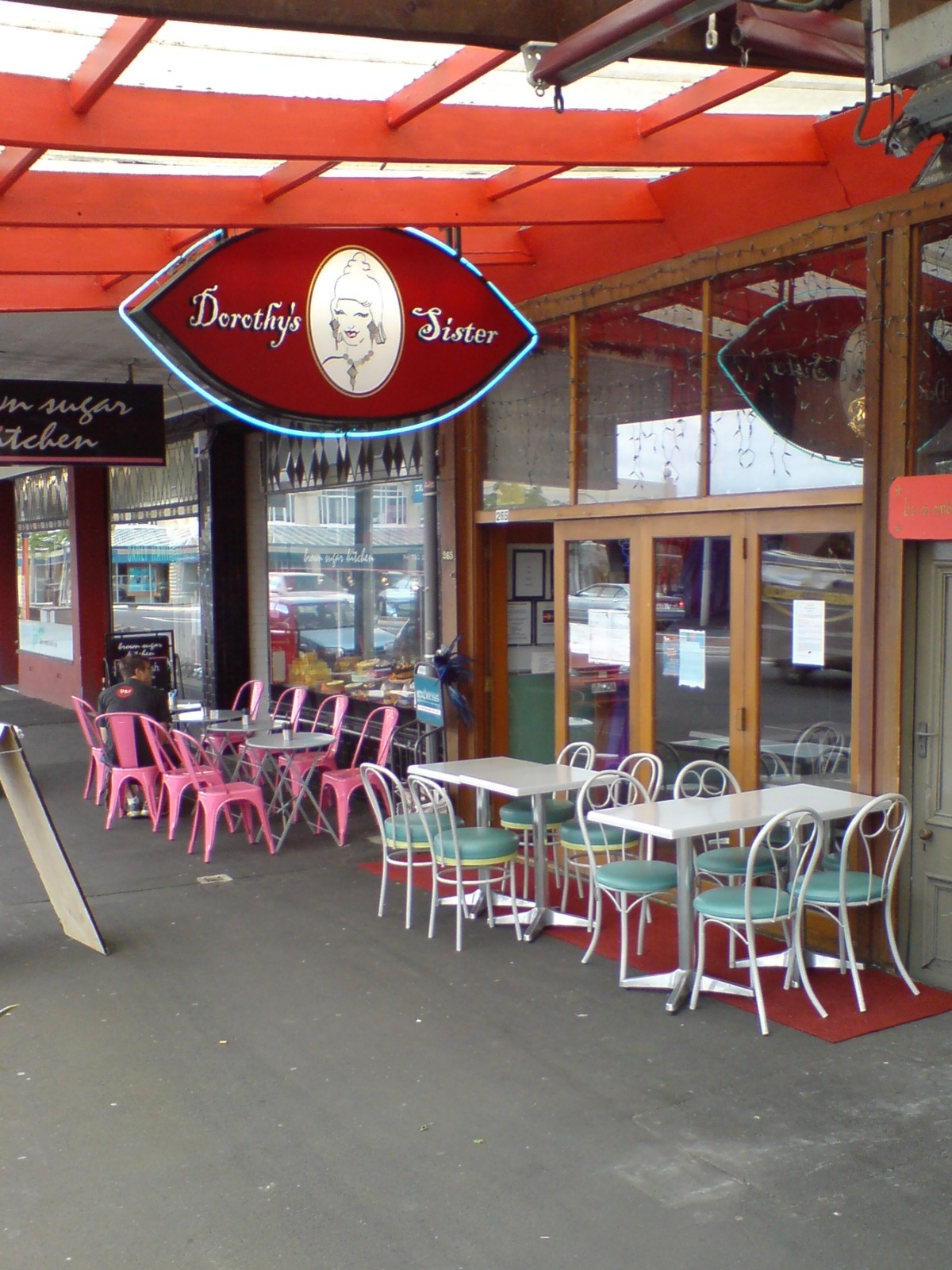
Назва цього кафе, «Сестри Дороті», в Понсонбі — Нова Зеландія, Окленд у гей-кварталі, походить від сленгу.

Починаючи з кінця 1980-х років, на кількох круїзних маршрутах почали возити пасажирів геїв і лесбійок і відповідний персонал судна, з проханням опублікувати збори в щоденний список круїзної діяльності. Так як круїзні шляхи не наважувалися оголосити такі речі, так очевидно в своїй повсякденній публікацій, вони назвали збір як «Зустріч друзів Дороті». Використання цієї фрази, швидше за все походить від круїзних директорів, які також були знайомі із використанням «Друзі Білла У.», фрази в своїх програмах членства АА, які умали місце на зустрічах групи підтримки в поїздці.
Такі зустрічі розширили через популярність і частоту протягом багатьох років. Зараз багато круїзних ліні має по кілька «ЗДД»-події, іноді по одній щоночі.

## Додаткова література
- Чонсі, Джордж (1994). англ. Gay New York: Gender, Urban Culture, and the Makings of the Gay Male World, 1890–1940. New York: Basic Books.
- Дуберман, Мартін (1993). англ. Stonewall. New York: Dutton. Lesbian and gay life before and after Stonewall, as seen by six contemporaries.
- Дуберман, Мартін, Марта Вісінус, і Джордж Чонсіу, Jr. (eds) (1989). англ. Hidden From History: Reclaiming the Gay and Lesbian Past. New York: NAL Books. Twenty-nine essays covering aspects of the gay and lesbian world from ancient to contemporary times.
- Гран, Джуді (1990). англ. Another Mother Tongue: Gay Words, Gay Worlds. Boston: Beacon Press. Explores the use of language to define gay and lesbian culture by examining stereotypes as access points into history.
- Кац, Джонатан (1992). англ. Gay American History: Lesbians and Gay Men in the U.S.A.: a Documentary History. Rev. Ed. New York: Meridian.
- Маркус, Ерік (1992). англ. Making History: The Struggle for Gay and Lesbian Equal Rights, 1945–1990: An Oral History. New York: HarperCollins.